# خافيير فياريال
خافيير فياريال (بالإسبانية: Javier Villarreal)‏ هو لاعب كرة قدم أرجنتيني في مركز الوسط، ولد في 1 مارس 1979 في ألتا غراسيا في الأرجنتين. لعب مع بانفيلد وبوكا جونيورز وتاليريس كوردوبا وسيرو بورتينيو ونادي أتليتيكو بيلغرانو ونادي أتليتيكو كولون ونادي راسينغ ونادي غراسهوبر زيوريخ ونادي قرطبة ونادي ليبرتاد وناسيونال أسونسيون.

## وصلات خارجية
- خافيير فياريال على موقع الاتحاد الدولي (مؤرشف)  (الإنجليزية)
- خافيير فياريال على موقع الاتحاد الأوربي (الإنجليزية)
- خافيير فياريال على موقع قاعدة بيانات كرة القدم.إي يو (الإنجليزية)
- خافيير فياريال على موقع Soccerway.com (الإنجليزية)